# Cremnophora angasii
Cremnophora angasii är en fjärilsart som beskrevs av George French Angas 1847. Cremnophora angasii ingår i släktet Cremnophora och familjen nattflyn. Inga underarter finns listade i Catalogue of Life.